# Diabeł ubiera się u Prady (powieść)
Diabeł ubiera się u Prady (ang. The Devil Wears Prada) – powieść obyczajowa Lauren Weisberger z 2003.

## Treść
Andrea Sachs, dziewczyna z prowincji, przybywa do Nowego Jorku, gdzie poszukuje pracy w branży dziennikarskiej. Nieoczekiwanie zdobywa posadę asystentki u Mirandy Priestly, wpływowej redaktor naczelnej miesięcznika „Runway”, jednego z najbardziej prestiżowych pism zajmujących się modą. Szybko przekonuje się, że Miranda jest bardzo wymagającą szefową. Swoich pracowników traktuje w sposób apodyktyczny, wymaga całkowitej dyspozycyjności, nie uznaje sprzeciwu. Andrea żyje w stresie, wiedząc, że jeśli przetrwa rok, zostanie zaprotegowana do pracy w dowolnie wybranej gazecie.

## Kontynuacja
W 2013 Lauren Weisberger wydała kontynuację powieści o tytule Zemsta ubiera się u Prady. Polska premiera zaplanowana była na 9 października. Wydaniem zajęło się Wydawnictwo Albatros.